# Championnat de Russie de football 1996
Navigation
Saison précédente Saison suivante
La saison 1996 de Vyschaïa Liga est la cinquième édition de la première division russe.
Lors de cette saison, le Spartak-Alania a tenté de conserver son titre de champion de Russie face aux dix-sept meilleurs clubs russes lors d'une série de matchs se déroulant sur toute l'année.
Chacun des dix-huit clubs participant au championnat a été confronté à deux reprises aux dix-sept autres.
Six places étaient qualificatives pour les compétitions européennes, la septième place étant celles du vainqueur de la Coupe de Russie 1996-1997.
C'est le Spartak Moscou qui a été sacré champion de Russie pour la quatrième fois.

## Clubs participants
CSKA Moscou
Dynamo Moscou
Lokomotiv Moscou
Spartak Moscou
Torpedo Moscou
Légende des couleurs
- Tour préliminaire de la Ligue des champions 1996-1997
- Premier tour de la Coupe des coupes 1996-1997
- Deuxième tour de qualification de la Coupe UEFA 1996-1997
- Phase de groupes de la Coupe Intertoto 1996
- Promu de deuxième division

| Club                       | Présent depuis | Classement 1995 | Entraîneur                  | Stade                | Capacité théorique |
| -------------------------- | -------------- | --------------- | --------------------------- | -------------------- | ------------------ |
| Spartak Vladikavkaz        | 1992           | 1               | Valeri Gazzaev              | Stade Spartak        | 32 600             |
| Lokomotiv Moscou           | 1992           | 2               | Iouri Siomine               | Stade Lokomotiv      | 28 800             |
| Spartak Moscou             | 1992           | 3               | Gueorgui Iartsev            | Stade Loujniki       | 84 745             |
| Dynamo Moscou              | 1992           | 4               | Adamas Golodets             | Stade Dynamo         | 36 540             |
| Torpedo Moscou             | 1992           | 5               | Valentin Ivanov             | Stade Torpedo        | 13 200             |
| CSKA Moscou                | 1992           | 6               | Aleksandr Tarkhanov         | Stade Loujniki       | 84 745             |
| Rotor Volgograd            | 1992           | 7               | Viktor Prokopenko           | Stade central        | 32 120             |
| Ouralmach Iekaterinbourg   | 1992           | 8               | Vitali Chevtchenko          | Stade central        | 13 000             |
| Kamaz Naberejnye Tchelny   | 1993           | 9               | Ivan Boutali (en) (intérim) | Stade Kamaz          | 15 000             |
| Tekstilchtchik Kamychine   | 1992           | 10              | Sergueï Pavlov              | Stade Tekstilchtchik | 10 000             |
| Tchernomorets Novorossiisk | 1995           | 11              | Oleg Dolmatov               | Stade Troud          | 12 500             |
| Lokomotiv Nijni Novgorod   | 1992           | 12              | Valeri Ovtchinnikov (en)    | Stade Lokomotiv      | 17 856             |
| Jemtchoujina Sotchi        | 1993           | 13              | Arsen Naïdionov (en)        | Stade central        | 12 500             |
| Rostselmach Rostov         | 1995           | 14              | Sergueï Andreïev            | Stade Rostselmach    | 15 840             |
| Krylia Sovetov Samara      | 1992           | 15              | Aleksandr Averianov         | Stade Metallourg     | 33 220             |
| Baltika Kaliningrad        | 1996           | 1 (D2)          | Leonid Tkatchenko (en)      | Stade Baltika        | 14 660             |
| Lada Togliatti             | 1996           | 2 (D2)          | Viktor Tichtchenko (en)     | Stade Torpedo        | 18 000             |
| Zénith Saint-Pétersbourg   | 1996           | 3 (D2)          | Pavel Sadyrine              | Stade Petrovski      | 22 000             |

### Changements d'entraîneur
| Club                     | Entraîneur partant   | Date de départ | Entraîneur arrivant         | Date d'arrivée |
| ------------------------ | -------------------- | -------------- | --------------------------- | -------------- |
| Ouralmach Iekaterinbourg | Valeri Voïtenko (en) | avril 1996     | Vitali Chevtchenko          | mai 1996       |
| Kamaz Naberejnye Tchelny | Valeri Tchetverik    | août 1996      | Ivan Boutali (en) (intérim) | août 1996      |

## Compétition

### Qualifications en coupes d'Europe
À l'issue de la saison, le champion se qualifie pour le deuxième tour de qualification de la Ligue des champions 1997-1998.
Le vainqueur de la Coupe de Russie 1996-1997 prend quant à lui part au premier tour de la Coupe des coupes 1997-1998.
Les deux places pour le deuxième tour de qualification de la Coupe UEFA 1997-1998 sont quant à elles attribuées au deuxième et au troisième du championnat.
Enfin, en raison de multiples refus, le quatrième, huitième et douzième du championnat prennent les trois places qualificatives pour la Coupe Intertoto 1997.

### Classement
Le classement est établi sur le barème classique de points (victoire à 3 points, match nul à 1, défaite à 0).
Pour départager les équipes à égalité de points, on tient d'abord compte des confrontations directes, puis de la différence de buts générale et du nombre de buts marqués et enfin si la qualification ou la relégation est en jeu, les deux équipes jouent une rencontre d'appui sur terrain neutre.
| Rang | Équipe                           | Pts | J  | G  | N  | P  | Bp | Bc | Diff |
| ---- | -------------------------------- | --- | -- | -- | -- | -- | -- | -- | ---- |
| 1    | Spartak Moscou                   | 72  | 34 | 21 | 9  | 4  | 70 | 34 | +36  |
| 2    | Alania Vladikavkaz T             | 72  | 34 | 22 | 6  | 6  | 64 | 35 | +29  |
| 3    | Rotor Volgograd                  | 70  | 34 | 21 | 7  | 6  | 58 | 27 | +31  |
| 4    | Dynamo Moscou                    | 67  | 34 | 20 | 7  | 7  | 60 | 35 | +25  |
| 5    | CSKA Moscou                      | 66  | 34 | 20 | 6  | 8  | 58 | 35 | +23  |
| 6    | Lokomotiv Moscou C               | 55  | 34 | 15 | 10 | 9  | 46 | 31 | +15  |
| 7    | Baltika Kaliningrad P            | 46  | 34 | 12 | 10 | 12 | 44 | 35 | +9   |
| 8    | Lokomotiv Nijni Novgorod         | 45  | 34 | 13 | 6  | 15 | 39 | 50 | -11  |
| 9    | Krylia Sovetov Samara            | 45  | 34 | 12 | 9  | 13 | 31 | 38 | -7   |
| 10   | Zénith Saint-Pétersbourg P       | 43  | 34 | 13 | 4  | 17 | 32 | 37 | -5   |
| 11   | Rostselmach Rostov               | 41  | 34 | 11 | 8  | 15 | 58 | 60 | -2   |
| 12   | Torpedo Moscou                   | 41  | 34 | 10 | 11 | 13 | 42 | 51 | -9   |
| 13   | Tchernomorets Novorossiisk       | 39  | 34 | 11 | 6  | 17 | 38 | 51 | -13  |
| 14   | Kamaz-Tchally Naberejnye Tchelny | 36  | 34 | 10 | 6  | 18 | 43 | 57 | -14  |
| 15   | Jemtchoujina Sotchi              | 36  | 34 | 10 | 6  | 18 | 38 | 57 | -19  |
| 16   | Ouralmach Iekaterinbourg         | 33  | 34 | 8  | 9  | 17 | 38 | 57 | -19  |
| 17   | Energia-Tekstilchtchik Kamychine | 24  | 34 | 4  | 12 | 18 | 25 | 48 | -23  |
| 18   | Lada Togliatti P                 | 18  | 34 | 4  | 6  | 24 | 18 | 64 | -46  |

| Légende : Qualifications et relégations | Légende : Qualifications et relégations                                               |
| --------------------------------------- | ------------------------------------------------------------------------------------- |
|                                         | Ligue des Champions 1997-1998 (2e tour de qualification)                              |
|                                         | Coupe des coupes 1997-1998 (1er tour)                                                 |
|                                         | Coupe UEFA 1997-1998 (2e tour de qualification)                                       |
|                                         | Coupe Intertoto 1997 (Phase de groupes)                                               |
|                                         | Relégation en deuxième division                                                       |
|                                         | T : Tenant du titre 1995 P : Promu 1995 C : Vainqueur de la Coupe de Russie 1996-1997 |

1. ↑  Le Spartak Moscou remporte la compétition à l'issue d'un match d'appui pour le titre face à l'Alania Vladikavkaz, remporté sur le score de 2-1.
2. 1 2 3 4 5  Le CSKA Moscou, le Baltika Kaliningrad, le Krylia Sovetov Samara, le Zénith Saint-Pétersbourg et le Rostselmach Rostov refusent tous de prendre part à la Coupe Intertoto.

### Matchs
| Résultats (▼dom., ►ext.)                                   | Vla | Kal | Nov | CSK | DyM | Kam | Sov | Tog | LoM | LoN | Ros | Vol | SpM | Tek | ToM | Our | StP | Sot |
| Alania Vladikavkaz                                         |     | 4-0 | 2-1 | 0-1 | 4-2 | 3-0 | 1-0 | 3-0 | 1-0 | 3-1 | 3-2 | 3-2 | 2-2 | 2-1 | 4-1 | 3-0 | 3-1 | 3-1 |
| Baltika Kaliningrad                                        | 2-0 |     | 2-2 | 2-1 | 0-0 | 0-0 | 5-0 | 2-0 | 0-1 | 1-3 | 0-0 | 0-1 | 1-0 | 4-1 | 2-2 | 2-0 | 2-0 | 2-0 |
| Tchernomorets Novorossiisk                                 | 1-2 | 1-0 |     | 2-1 | 1-2 | 4-1 | 0-1 | 4-1 | 1-1 | 3-0 | 2-1 | 0-0 | 0-3 | 1-0 | 0-1 | 2-2 | 0-2 | 3-1 |
| CSKA Moscou                                                | 2-0 | 0-0 | 1-3 |     | 1-1 | 4-2 | 1-2 | 3-1 | 1-3 | 2-0 | 4-2 | 1-0 | 0-0 | 2-2 | 2-0 | 1-1 | 1-0 | 3-0 |
| Dynamo Moscou                                              | 1-1 | 3-1 | 1-1 | 2-3 |     | 1-0 | 2-1 | 4-0 | 4-2 | 4-1 | 2-2 | 0-1 | 2-1 | 2-0 | 1-0 | 2-0 | 1-0 | 2-1 |
| Kamaz-Tchally                                              | 0-1 | 0-0 | 5-0 | 0-2 | 3-2 |     | 0-0 | 2-0 | 0-0 | 3-1 | 2-7 | 0-0 | 1-2 | 1-0 | 2-1 | 2-1 | 3-1 | 4-0 |
| Krylia Sovetov Samara                                      | 1-1 | 3-1 | 1-0 | 1-0 | 0-2 | 2-0 |     | 3-1 | 1-0 | 2-1 | 0-2 | 0-3 | 1-1 | 1-0 | 3-0 | 1-1 | 1-0 | 0-3 |
| Lada Togliatti                                             | 0-3 | 0-5 | 1-1 | 0-2 | 0-1 | 1-0 | 0-0 |     | 1-0 | 1-2 | 0-2 | 1-4 | 1-1 | 1-1 | 0-2 | 3-2 | 1-0 | 0-3 |
| Lokomotiv Moscou                                           | 0-0 | 3-1 | 3-1 | 1-2 | 0-0 | 2-0 | 1-1 | 0-0 |     | 0-0 | 2-1 | 2-0 | 0-2 | 1-0 | 2-1 | 5-1 | 3-1 | 2-1 |
| Lokomotiv Nijni Novgorod                                   | 1-2 | 1-0 | 2-0 | 1-3 | 2-0 | 2-1 | 1-0 | 1-0 | 0-0 |     | 2-3 | 0-0 | 1-1 | 3-1 | 1-0 | 2-2 | 2-1 | 4-1 |
| Rostselmach Rostov                                         | 1-2 | 0-1 | 4-0 | 0-5 | 1-2 | 4-5 | 1-0 | 2-1 | 0-2 | 2-3 |     | 0-2 | 2-4 | 2-1 | 2-2 | 2-1 | 2-0 | 1-1 |
| Rotor Volgograd                                            | 3-0 | 1-0 | 3-1 | 2-0 | 0-1 | 3-1 | 1-1 | 2-0 | 2-1 | 2-0 | 4-2 |     | 4-3 | 0-0 | 2-2 | 2-1 | 1-0 | 4-1 |
| Spartak Moscou                                             | 4-1 | 0-0 | 1-0 | 3-1 | 3-1 | 3-1 | 2-0 | 1-0 | 3-2 | 4-0 | 1-1 | 2-0 |     | 4-2 | 2-2 | 3-0 | 0-2 | 2-0 |
| Energia-Tekstilchtchik                                     | 0-2 | 0-2 | 0-1 | 1-2 | 0-0 | 2-2 | 2-1 | 1-0 | 0-0 | 2-1 | 1-1 | 1-4 | 1-1 |     | 1-1 | 0-0 | 2-0 | 0-1 |
| Torpedo Moscou                                             | 2-2 | 2-2 | 0-2 | 2-3 | 2-5 | 2-1 | 1-0 | 3-1 | 1-2 | 0-0 | 0-0 | 1-0 | 3-4 | 2-1 |     | 1-1 | 2-1 | 1-0 |
| Ouralmach Iekaterinbourg                                   | 1-3 | 2-1 | 4-0 | 0-1 | 1-4 | 1-0 | 1-1 | 0-0 | 2-1 | 3-0 | 2-1 | 2-4 | 0-2 | 0-0 | 1-0 |     | 1-3 | 2-1 |
| Zénith Saint-Pétersbourg                                   | 1-0 | 2-2 | 1-0 | 1-1 | 1-0 | 2-1 | 1-0 | 2-1 | 1-1 | 2-0 | 0-2 | 0-1 | 1-2 | 2-0 | 0-0 | 1-0 |     | 2-0 |
| Jemtchoujina Sotchi                                        | 0-0 | 2-1 | 1-0 | 0-1 | 1-3 | 3-0 | 2-2 | 2-1 | 1-3 | 1-0 | 3-3 | 0-0 | 1-3 | 1-1 | 1-2 | 3-2 | 1-0 |     |
| - Victoire à domicile - Match nul - Victoire à l'extérieur |     |     |     |     |     |     |     |     |     |     |     |     |     |     |     |     |     |     |

### Match pour le titre
Les deux premiers au classement, le Spartak Moscou et l'Alania Vladikavkaz, étant à égalité de points au terme de la saison, le règlement de la saison prévoit alors comme méthode de départage un match d'appui afin de déterminer le vainqueur de la compétition.
Disputée sur terrain neutre au stade Petrovski de Saint-Pétersbourg le 16 novembre 1996, la rencontre tourne rapidement en faveur du Spartak, qui ouvre la marque par l'intermédiaire d'Ilya Tsymbalar après sixième minutes de jeu. Le score ne bouge ensuite plus pendant une grande partie de la rencontre avant qu'Andreï Tikhonov ne porte le score à 2-0 à la 84e minute. Malgré une réduction de l'écart par Anatoli Kanichtchev (en) quelques minutes plus tard, les Moscovites parviennent à tenir leur avance et s'adjugent leur quatrième titre de champion face au tenant du titre.
| 16 novembre 1996 | Spartak Moscou              | 2 - 1   | Alania Vladikavkaz   | Stade Petrovski, Saint-Pétersbourg               |                                                  |
|                  | Tsymbalar 6e · Tikhonov 84e | (1 - 0) | 88e Kanichtchev (en) | Spectateurs : 24 000 Arbitrage : Taras Bezoubiak | Spectateurs : 24 000 Arbitrage : Taras Bezoubiak |
|                  | Rapport                     |         |                      | Spectateurs : 24 000 Arbitrage : Taras Bezoubiak | Spectateurs : 24 000 Arbitrage : Taras Bezoubiak |

## Statistiques

### Meilleurs buteurs
| Rang | Joueur                | Club                | Buts |
| ---- | --------------------- | ------------------- | ---- |
| 1    | Aleksandr Maslov      | Rostselmach Rostov  | 23   |
| 2    | Oleg Veretennikov     | Rotor Volgograd     | 19   |
| 3    | Dmitri Cheryshev      | Dynamo Moscou       | 17   |
| 4    | Vladimir Niederhaus   | Rotor Volgograd     | 16   |
| 4    | Andreï Tikhonov       | Spartak Moscou      | 16   |
| 6    | Valeri Ketchinov (en) | Spartak Moscou      | 13   |
| 6    | Oleg Teriokhine       | Dynamo Moscou       | 13   |
| 8    | Sergueï Boulatov      | Baltika Kaliningrad | 12   |
| 8    | Andreï Kobelev        | Dynamo Moscou       | 12   |

## Les 33 meilleurs joueurs de la saison
À l'issue de la saison, la fédération russe de football désigne les 33 meilleurs joueurs du championnat (ru).
Gardien
1. Sergueï Ovtchinnikov (Lokomotiv Moscou)
2. Andreï Smetanine (en) (Dynamo Moscou)
3. Oleksandr Pomazun (en) (Baltika Kaliningrad)

Défenseurs
1. Ramiz Mamedov (Spartak Moscou)
2. Maksim Bokov (Zénith Saint-Pétersbourg)
3. Albert Borzenkov (Rotor Volgograd)

1. Omari Tetradze (Alania Vladikavkaz)
2. Ievgueni Bushmanov (CSKA Moscou)
3. Igor Tchougaïnov (Lokomotiv Moscou)

1. Sergueï Gorloukovitch (Spartak Moscou)
2. Aleksandr Berketov (en) (Rotor Volgograd)
3. Igor Tcherevtchenko (Lokomotiv Moscou)

1. Andreï Solomatine (Lokomotiv Moscou)
2. Valeri Minko (CSKA Moscou)
3. Murtaz Shelia (Alania Vladikavkaz)

Milieux de terrain
1. Andreï Tikhonov (Spartak Moscou)
2. Valeri Iesipov (Rotor Volgograd)
3. Inal Djioïev (en) (Alania Vladikavkaz)

1. Igor Yanovski (Alania Vladikavkaz)
2. Dmitri Khokhlov (CSKA Moscou)
3. Andreï Kobelev (Dynamo Moscou)

1. Oleg Veretennikov (Rotor Volgograd)
2. Bakhva Tedeïev (en) (Alania Vladikavkaz)
3. Dmitri Loskov (Rostselmach Rostov)

1. Ilya Tsymbalar (Spartak Moscou)
2. Dmitri Alenitchev (Spartak Moscou)
3. Ievgueni Kharlatchiov (Lokomotiv Moscou)

Attaquants
1. Aleksandr Maslov (Rostselmach Rostov)
2. Alekseï Gerasimenko (en) (Rostselmach Rostov)
3. Vladimir Niederhaus (Rotor Volgograd)

1. Dmitri Cheryshev (Dynamo Moscou)
2. Anatoli Kanichtchev (en) (Alania Vladikavkaz)
3. Denis Zoubko (Zénith Saint-Pétersbourg)

## Bilan de la saison
| Championnat de Russie de football 1996    |                                  |
| Champion                                  | Spartak Moscou (4e titre)        |
| Coupes et trophées                        |                                  |
| Vainqueur de la Coupe de Russie 1996-1997 | Lokomotiv Moscou                 |
| Qualifications continentales              |                                  |
| Ligue des champions 1997-1998             | Spartak Moscou                   |
| Coupe des coupes 1997-1998                | Lokomotiv Moscou                 |
| Coupe UEFA 1997-1998                      | Alania Vladikavkaz               |
| Coupe UEFA 1997-1998                      | Rotor Volgograd                  |
| Coupe Intertoto 1997                      | Dynamo Moscou                    |
| Coupe Intertoto 1997                      | Lokomotiv Nijni Novgorod         |
| Coupe Intertoto 1997                      | Torpedo Moscou                   |
| Promotions et relégations                 |                                  |
| Promus en première division               | Chinnik Iaroslavl                |
| Promus en première division               | Fakel Voronej                    |
| Promus en première division               | FK Tioumen                       |
| Relégués en deuxième division             | Energia-Tekstilchtchik Kamychine |
| Relégués en deuxième division             | Lada Togliatti                   |
| Relégués en deuxième division             | Ouralmach Iekaterinbourg         |